# Утин, Евгений Исаакович
Евгений Исаакович Утин (3 ноября 1843, Санкт-Петербург — 9 августа 1894, село Верхняки, Волынская губерния) — русский адвокат и публицист, военный корреспондент.

## Биография
Родился 3 ноября 1843 года в Санкт-Петербурге в семье крещёного еврея, купца третьей гильдии Исаака Иосифовича Утевского (Утина, 1812—1876), уроженца Гомеля. Все дети были крещены и получили хорошее домашнее образование.
В 1859 году поступил на юридический факультет Императорского Санкт-Петербургского университета. Участвовал в студенческих волнениях 1861 года и несколько недель содержался в крепости, затем отпущен на поруки отцу, под гласный надзор полиции. Вернулся в университет. Его сокурсник, К. Ф. Головин вспоминал:

… меня огорошило следующее замечание Евгения Утина:

— Представьте себе … что в числе наших товарищей есть такие, которые ещё читают этого дурака, — апостола Павла.
 
— А вы, — спросил я вместо ответа, — его читали?

— Вот ещё! Разумеется нет…

— Как же вы можете о нём судить? Вы бы его с точки зрения истории литературы прочли: это ведь, несомненно, один из самых крупных писателей.

Окончив курс (1863), провёл несколько лет за границей, в основном во Франции и Италии, где наблюдал политическую жизнь и нравы, изучал литературу и лучшие образцы парламентского и адвокатского красноречия. Познакомился с Н. П. Огарёвым, М. А. Бакуниным, А. Герценом.
С 1866 года, когда был основан «Вестник Европы», Утин по приглашению М. М. Стасюлевича, мужа его сестры Любови, стал деятельным сотрудником этого журнала, с редакциею которого сохранил близкие отношения до самой смерти. Выработав себе идеал адвоката как общественного деятеля в широком смысле этого слова, он с 1870 года занял видное место в Петербургской адвокатуре. В 1871 году он участвовал в процессе по делу группы С. Г. Нечаева, а потом, в звании присяжного поверенного с 1873 года, выступал защитником в целом ряде политических дел, равно как и в делах, затрагивавших вопросы религиозной терпимости, свободы совести и мнений.
Как судебный оратор, Утин отличался пылким темпераментом и в то же время тщательною подготовленностью речей; он говорил с пафосом, который иногда казался искусственным, но уменье владеть фразою не вырождалось у него во фразерство: плавность речи и красота формы всегда соединялись у него с дельностью содержания. Как писатель, Утин обнаруживал разносторонность литературных интересов и сведений; с наибольшим постоянством он увлекался возрождением республиканской Франции и личностью её популярного вождя, Гамбетты. В этом франкофильском духе он с 1868 года в течение нескольких лет вёл «Иностранное обозрение» в «Вестнике Европы».
После франко-прусской войны, тотчас по заключении перемирия, он отправился во Францию, присутствовал в заседаниях национального собрания в Бордо и описал свои впечатления в живых, занимательных очерках, помещённых также в «Вестнике Европы» в 1871 году, отдельное издание было запрещено цензурой; позднее он сблизился лично с Гамбеттой и с редакциею основанной им газеты «République française».
В 1872 году смертельно ранил на дуэли А. Ф. Жохова, который в общественном мнении считался виновником конфликта. На суде Утина защищал В. Д. Спасович. Утин был признан виновным и приговорён к заключению на два года, но по ходатайству суда срок был сокращён до пяти месяцев в крепости (фактически выпущен через два месяца). Сначала возлюбленная Жохова, а затем её сестра А. С. Лаврова,  совершившая попытку убить Утина, покончили с собой.
Когда началась русско-турецкая война 1877—1878 годов, Утин поехал в Болгарию и не только наблюдал, но и непосредственно переживал тяжелые испытания и невзгоды этой кампании. По своему глубоко серьёзному и искреннему тону, по богатству фактических данных и по яркой жизненности многих наблюдений и выводов «Письма из Болгарии», появившиеся в «Вестнике Европы» в 1877—1879 годах и вышедшие затем в 1879 году отдельным изданием, считались едва ли не самой поучительной книгой об этой войне. Покидая Болгарию после «третьей Плевны», Утин заканчивал свои очерки меланхолическими размышлениями, к которым примешивалась, однако, некоторая доля оптимизма. «Жутко становилось, — писал он, — от всего виденного и слышанного. Жутко не потому, чтобы я не верил в конечный успех нашего оружия; жутко потому, что с большею ясностью, чем когда-либо прежде, для меня раскрылись все печальные стороны, вся горечь нашего домашнего неустройства. Среди всеобщего мрака на горизонте виднелось одно лишь светлое облако — надежда, что до наготы обнажившееся сознание нашей собственной несостоятельности пробудит наши силы, освежит новым духом нашу общественную жизнь и даст толчок нашему внутреннему развитию. Казалось, что после всех перенесенных тяжких испытаний в России все и все должны преобразиться». Общее заключение, к которому пришёл Утин, сводилось к тому, что «прежде всего и скорее всего Россия должна поработать у себя и над самой собою».
Умер неожиданно, 9 августа 1894 года, в своём имении, в Волынской губернии.

## Семья
- Отец  - Исаак Иосифович Утин (1812-1876) - фридрихсгамский первостатейный купец.
- Мать - Мария Исааковна Утина (   -1870).
- Сестра - Софья Кларк (1831-1907), муж Александр Феликсович Кларк (1821-1905), британский подданный и коммерц-советник, совладелец фирмы «Кларк и Ко», которая экспортировала русский лес и хлеб.
  - Племянник Александр Александрович Кларк.
  - Племянник Федор Александрович Кларк, сын Александр Федорович Кларк.
  - Племянница (?)
- Брат - Борис Утин (1832-1872) - юрист.
- Брат - Александр Утин (1836-1899).
- Брат - Лев Утин (1838-1886) - нотариус, имел контору на Невском проспекте.
- Сестра - Любовь Стасюлевич (1838-1917) - муж Михаил Матвеевич Стасюлевич, русский историк, публицист, редактор журнала «Вестник Европы».
- Брат - Николай Утин (1841-1883) - революционер.
- Брат - Яков Утин (1839-1916) - предприниматель, финансист, тайный советник. Председатель Петербургского учётного и ссудного банка (Невский пр., 30), председатель правления страхового общества "Россия", входил в руководящие органы ряда металлургических, машиностроительных, нефтяных, золотодобывающих обществ. Состоял в совете фондового отдела Петербургской биржи.
  - Племянник Сергей Яковлевич Утин - обер-прокурор, тайный советник, архимандрит.

## Публикации
Из многочисленных статей, напечатанных Утиным в «Вестнике Европы», кроме упомянутых уже писем о Франции и о Болгарии, особенно выдаются обстоятельные этюды о политике и речах Бисмарка (1873 год), об Англии по книге Тэна (1872 год), о конституционных принципах Тьера (1880—1881 годы), об императоре Вильгельме I (1888 год), о французской Третьей республике («Восемнадцать лет спустя», 1889 год), о Гамбетте (1892 год); по литературе — о французской драме (1868 год), о французской сатире до Рабле (1870 год), обширная монография о Лудвиге Бёрне (1870 год), о «Журнале» Гонкуров (1890 год), о русском театре (1868—1869 годы), ряд этюдов о русских писателях: Островском (1868 год), Салтыкове-Щедрине (1881 год), Глебе Успенском (1881—1882 годы) и другие статьи.
В «Энциклопедическом словаре» Брокгауза и Ефрона Утину принадлежат статьи о Бисмарке и Гамбетте.
Отдельно вышли при жизни Утина только «Письма из Болгарии» и книга «Вильгельм I и Бисмарк» (СПб., 1892); письма о Франции не могли быть изданы особо ввиду слишком горячего сочувствия автора к французской республике, которая тогда не была ещё нашей союзницей[стиль].
После смерти Е. И. Утина появился сборник его избранных журнальных статей, в двух томах, под заглавием «Из литературы и жизни. Том 1. Том 2» (СПб., 1896).